# 11921 Mitamasahiro
11921 Mitamasahiro este un asteroid din centura principală de asteroizi.

## Descriere
11921 Mitamasahiro este un asteroid din centura principală de asteroizi. A fost descoperit pe 26 octombrie 1992 la Kitami de Kin Endate și Kazuro Watanabe. Asteroidul prezintă o orbită caracterizată de o semiaxă mare de 2,69 ua, o excentricitate de 0,01 și o înclinație de 14,2° în raport cu ecliptica.